# Локпорт (Іллінойс)
Локпорт (англ. Lockport) — місто (англ. city) в США, в окрузі Вілл штату Іллінойс. Населення — 26 094 особи (2020).

## Географія
Локпорт розташований за координатами 41°35′23″ пн. ш. 88°1′45″ зх. д. / 41.58972° пн. ш. 88.02917° зх. д. (41.589749, -88.029132).  За даними Бюро перепису населення США в 2010 році місто мало площу 29,52 км², уся площа — суходіл.

## Демографія
Згідно з переписом 2010 року, у місті мешкало 24 839 осіб у 8857 домогосподарствах у складі 6510 родин. Густота населення становила 841 особа/км².  Було 9252 помешкання (313/км²).
Расовий склад населення:
| - 93,6 % — білих - 1,4 % — чорних або афроамериканців - 1,3 % — азіатів - 0,1 % — корінних американців - 2,1 % — осіб інших рас |

До двох чи більше рас належало 1,4 %. Частка іспаномовних становила 8,2 % від усіх жителів.
За віковим діапазоном населення розподілялося таким чином: 29,0 % — особи молодші 18 років, 62,2 % — особи у віці 18—64 років, 8,8 % — особи у віці 65 років та старші. Медіана віку мешканця становила 34,1 року. На 100 осіб жіночої статі у місті припадало 97,3 чоловіків;  на 100 жінок у віці від 18 років та старших — 95,4 чоловіків також старших 18 років.
Середній дохід на одне домашнє господарство  становив 90 239 доларів США (медіана — 78 522), а середній дохід на одну сім'ю — 101 797 доларів (медіана — 96 450). Медіана доходів становила 66 475 доларів для чоловіків та 45 779 доларів для жінок. За межею бідності перебувало 4,4 % осіб, у тому числі 4,3 % дітей у віці до 18 років та 6,0 % осіб у віці 65 років та старших.
Цивільне працевлаштоване населення становило 12 814 особи. Основні галузі зайнятості: освіта, охорона здоров'я та соціальна допомога — 24,0 %, виробництво — 11,8 %, роздрібна торгівля — 11,7 %.